# Diego Cavalcanti
Diego Henrique de Farias Cavalcanti (né le 18 mars 1991 à Natal) est un athlète brésilien spécialiste du sprint.

## Biographie
Son record est de 10 s 30 sur 100 m obtenu à Port-d'Espagne en 2009, pour une médaille de bronze aux Jeux panaméricains juniors et de 20 s 40 à Fortaleza en 2012. Le 20 mai 2012, il conclut le relais 4 × 100 m brésilien, dans un temps de 38 s 63, à Rio de Janeiro.

### Palmarès
| Date | Compétition                        | Lieu           | Résultat | Épreuve   | Performance |
| ---- | ---------------------------------- | -------------- | -------- | --------- | ----------- |
| 2009 | Championnats panaméricains juniors | Port-d'Espagne | 3e       | 100 m     | 10 s 30     |
| 2009 | Championnats panaméricains juniors | Port-d'Espagne | 4e       | 200 m     | 20 s 97     |
| 2009 | Championnats panaméricains juniors | Port-d'Espagne | 2e       | 4 × 100 m | 39 s 64     |